# Callichroma minima
Callichroma minima é uma espécie de coleóptero da tribo Callichromatini (Cerambycinae); com distribuição apenas na Nicarágua.